# Simut-wartaš I.
Simut-wartaš I. war ein Herrscher von Elam, der um 1800 v. Chr. regierte. Er war ein Sohn von Širuk-tuh und ist von einem Alabastersockel mit Weihinschrift aus Tol-e Peytul/Liyan bekannt. Er scheint zunächst Mitregent oder Vizekönig (Sukal von Elam und Simash) gewesen zu sein, regierte dann aber zumindest in Susa alleine. Auf vier Rechtsurkunden aus Susa werden Eide auf ihn geleistet. Seine Herrschaft war anscheinend nur kurz. Er erscheint in keiner Königsliste.